# Wayne County (Michigan)
 For alternative betydninger, se Wayne County. (Se også artikler, som begynder med Wayne County)
Wayne County er et county i delstaten Michigan i USA. Ved folketællingen i USA i 2000 var indbyggertallet i Wayne County 2.061.162, og den 1. juli 2009 blev det anslået, at befolkningstallet var 1.925.848, hvilket gør Wayne County til det 13. mest folkerige county i USA. Hovedby i Wayne County er Detroit; den største by i Michigan.

## Historie
Wayne County var et af de første counties, der blev dannet, da Northwest Territory blev oprettet. Det er opkaldt efter den amerikanske general "Mad Anthony" Wayne. Wayne County omfattede oprindeligt hele Michigans nedre halvø og desuden mindre dele af det, der i dag er Ohio, Indiana og Illinois. Wayne County blev officielt oprettet den 15. august 1796. Arealet blev justeret, da Indiana og Illinois blev egentlige delstater, og da andre counties blev dannet i Michigan Territory.

## Geografi
Ifølge U.S. Census Bureau har Wayne County et areal på 1.741 km², hvoraf 1.591 km² er land og 150 km² (8,64%) er vand, inklusiv dele af Detroitfloden og søen Lake St. Clair.
Wayne County grænser op til Oakland County og Macomb County mod nord, Washtenaw County mod vest og Monroe County mod syd.
Den østlige og delvis sydlige grænse ligger i Detoritfloden og i Lake St. Clair mod Essex County i provinsen Ontario i Canada. Biltrafikken krydser denne grænse via Detroit-Windsor Tunnel og broen Ambassador Bridge.
Wayne County har ét beskyttet naturområde: Detroit River International Wildlife Refuge.

## Demografi
Ved folketællingen i USA i 2000 var der i Wayne County 2.061.162 indbyggere, 768.440 husholdninger og 511.781 familier. Befolkningstætheden var 1.296 indbyggere pr. km². Den etniske baggrund var 51,7% hvide, 42,16% afroamerikanere og 6% andre. 8,5% havde tyske, 8,0% polske og 5,7% irske rødder. 89,3% af befolkningen havde engelsk som modersmål, 3,2% spansk og 2,4 arabisk.
Medianindkomsten for en husholdning i amtet var 40.776 USD, og medianindkomsten blandt familierne 48.805 USD. Omkring 12,7% af familierne og 16,4% af alle indbyggerne havde en indkomst under fattigdomsgrænsen.